# Issa (Welikaja)
Die Issa (russisch Исса) ist ein linker Nebenfluss der Welikaja in der russischen Oblast Pskow.
Die Issa hat ihren Ursprung in dem kleinen See Dedino im äußersten Südwesten der Oblast Pskow.
Von dort fließt sie in überwiegend nordnordöstlicher Richtung, bis sie schließlich auf die nach Norden strömende Welikaja trifft, 178 km oberhalb deren Mündung in den Peipussee.
Die Issa hat eine Länge von 174 km. 
Sie entwässert ein Areal von 1580 km². 
Im Einzugsgebiet der Issa befinden sich 200 kleinere Seen. 
Die Schneeschmelze macht einen bedeutenden Anteil des Jahresabflusses der Issa aus.